# Sparedrus longicornis
Sparedrus longicornis is een keversoort uit de familie schijnboktorren (Oedemeridae). De wetenschappelijke naam van de soort is voor het eerst geldig gepubliceerd in 1985 door Sasaji.